# Спільний похід Армій УНР і УГА (1919)
Спільний похід армій УНР та ЗУНР у липні—вересні 1919 року (або Похід українських армій на Київ-Одесу) — найуспішніша самостійна наступальна операція українських збройних сил періоду української революції.

## Передумови
16 — 17 липня 1919 УГА перейшла з західного на східний берег Збруч, відступивши з рідної території ЗУНР на територію теж української УНР під тиском наступу військ Польщі. Це відбулося тому що ЗУНР формально згідно акту злуки від 22 січня 1919 була автономною частиною УНР.
У цей час війська та уряд УНР контролювали лише невелику частину території України в західній частині Поділля з центром у м. Кам'янець-Подільський. Армія УНР вела важкі бої з Червоною армією РСФСР під час радянсько-української війни.
На територію УНР перемістилося все керівництво ЗУНР на чолі з Є.Петрушевичем і все командування УГА. Після нарад вищим керівництвом УНР на чолі з С.Петлюрою та з командуванням армії УНР було вирішено далі з Польщею не воювати, а зосередити усі сили проти російських більшовиків. В Кам'янці в цей час перебували офіцери — представники країн Антанти, які вели переговори з українським керівництвом. Відомо, що Антанта була активно на боці Польщі та підтримувала антибільшовицькі сили на території колишньої Російської імперії. Тому керівництво двох українських держав вирішило, що краще буде визволити шляхом наступу якнайбільшу територію наддніпрянської України, щоб заманіфестувати світові свою силу, факт самого існування Української держави.

## Початок наступу

Схема наступу українських військ на Київ.1919 рік : 1-й Галицький корпус, 2-й Галицький корпус, 3-й Галицький корпус.

Українським військам протистояли 12 армія Армія військ Радянської Росії з півночі та сходу та 14 Армія з півдня. Наприкінці липня корпусу СС вдалося розгромити Таращанську (44-у дивізію) 12-ї армії на північ від Кам'янця та ліквідувати загрозу знищення українських військ. Після цього підрозділи двох армій — наддніпрянської та галицької перейшли в наступ. 29 липня частини Запорізького корпусу — Чорні запорожці і 7-а дивізія визволили м.Проскурів. Одночасно на південному напрямку 3-а Залізна дивізія завдала поразки більшовикам у Вапнярській операції та звільнила місто та залізничний вузол Вапнярка.
Після цього штаб Дієвої Армії УНР, порадившись з командуванням УГА, наприкінці липня 1919 р. видав директиву про початок загального наступу 2 серпня 1919 р. Війська УНР і ЗУНР були поділені на 3 основні групи: Група Коростенського напряму — 2- Галицький корпус та Група Січових стрільців, Група Київського напрямку — Запорізька група, 1-й Галицький корпус та 3-й Галицький корпус, Група Одеського напрямку — Київська група Армії УНР, 3-а та Волинська дивізії. 2 серпня група Київського напряму почала Жмеринську операцію. Жмеринку було взято після запеклих боїв 9 серпня. 10 серпня була звільнена Вінниця.

## Розвиток наступу
11 серпня Штаб Головного Отамана видав директиву, згідно якої наказано наступати головними силами на Київ, щоб якнайшвидше звільнити Правобережжя від більшовиків. Одночасно західній і південній групам наказано забезпечувати головний напрям з заходу та на Одесу. На цей момент УГА налічувала 49 795 осіб складу, з них 18-19 тис. багнетів і шабель, 158 гармат, 546 кулеметів. Армія УНР мала 34-35 тис. складу, з них 15 тис. багнетів і шабель, 149 гармат і 28 гавбиць, 533 кулемети, 9 панцерних потягів, 6 панцерних самоходів, 26 літаків і 4 радіостанції.
Як видно, УГА переважала кількісно, проте їй бракувало технічного оснащення, якого на Наддніпрянській Україні було більше. Крім того, в тилу російських більшовиків діяли загони українських повстанців (Зелений, Сокіл, Павловський, Шепель та інші), котрі діяли за вказівками Штабу Дієвої Армії.
Проти українських військ на Київському і Коростенському напрямках діяли 2 дивізії 12-ї Армії Червоної армії — біля 14-16 тис. багнетів і шабель, на південному напрямі — від 18 до 20 тис. військ 14-ї радянської армії (5-а, 47-а, 58-а дивізії).
13 серпня західна група (група полковника Вольфа) перейшла в рішучий наступ і звільнила м.Старокостянтинів. 15 серпня галичани увійшли в м.Полонне, 16 серпня січові стрільці звільнили м.Шепетівка, де зіткнулись з наступаючими з заходу польськими військами. Конфлікт невдовзі було залагоджено і українські війська просувались далі. 21 серпня січові стрільці визволили м.Новоград-Волинський. Війська Центральної групи (групи Кравса) 17 серпня зайняли м.Калинівка, 18 серпня м.Козятин, 19 серпня — Бердичів, 20-21 серпня спільно з частинами західної групи звільнили м.Житомир. Натомість на південному напрямі справи йшли дещо гірше. Якщо Київська група Армії УНР під керівництвом Тютюнника швидко просунулась на схід, зайнявши 19 серпня м.Умань, а 21 серпня м.Шпола, то 3-а дивізія вела жорстокі бої в районі Вапнярки-Крижополя.
Наступ тривав. 24 серпня запоріжці звільнили м.Біла Церква, а галичани Фастів. 30  серпня 1919 вони спільно увійшли до Києва. Тут наступного дня відбулися події, які були названі Київська катастрофа, тобто здача без бою столиці російським білогвардійцам зі ЗСПР. Після цього війська Центральної групи почали відходити на захід від Києва. Війська ж західної та південної груп ще деякий час наступали. Другий корпус УГА та січові стрільці наступали наприкінці серпня- початку вересня на Коростень, проте через значний опір російсько-радянських військ не змогли його взяти. Південна група змогла наприкінці серпня- початку вересня 1919 р. зламати опір більшовиків і просунулася до Балти та Бірзули.

## Підсумки
Об'єднані українські війська змогли власними силами, без допомоги інших держав, звільнити велику територію України, а саме всю територію Подільської губернії, значну частину Київської та Волині, деякі райони Херсонської губернії. Перехід УГА на територію Наддніпрянської України сприяв кращому знайомству двох частин українського народу. На західному напрямку 1 вересня 1919 р. представники Польщі і УНР підписали угоду про перемир'я, яка встановила польсько-українську демаркаційну лінію р. Збруч — Шепетівка — Олевськ. Так Україна ліквідувала один з фронтів, на яких боролася. Хоча, це звичайно, не подобалося західним українцям. На східному ж напрямі замість Червоної російської армії виникла загроза у вигляді білої російської армії, яка теж була категорично проти існування незалежної України. В результаті у вересні 1919 р. розпочався 2-й етап війни між білою Росією і Україною.